# Герб Черкаської області
Герб Черкаської області — символ, офіційна емблема області, затверджений 4 липня 2000 року рішенням обласної ради. Автори герба: Олександра і Микола Теліженко.
Малий герб: у блакитному полі круглий золотий сонячний диск. Навколо сонячного диску розміщено три стебла пшениці в динамічному русі за напрямом руху Сонця. Три колоски, які завершують стебла, продовжуючи їх рух, утворюють триєдину вінцеподібну форму навколо сонячного диску. Колір колосків жовтий, контурний малюнок чорного кольору.
Великий герб: складається з малого герба і картуша, що його обрамлює. Картуш — це композиція щитоподібної загостреної форми. Середні бокові частини картуша волютоподібно загнуті до центру. В нижній частині картуша зображено схрещені шаблю та булаву. Краї середніх частин картуша обабіч малого герба завершують лаврові вінки. Над ними із завитків волют піднімаються вгору гнучкі стебла з кетягами калини та листя.
Посередині верхньої частини картуша розміщене графічне зображення Тараса Шевченка у фас, вписане у восьмигранний щит. Зображення білого кольору на пурпуровому тлі. Навколо щита з портретом розміщено гілки дуба з листям та жолудями. Разом вони утворюють силует традиційної для картушів «корони». Весь картуш, за винятком зображення Т. Г. Шевченка, монохромний, кольору металу: міді, бронзи, срібла.

## Значення символів
- булава та шабля символізують славне козацьке минуле Черкащини, державотворчу діяльність Богдана Хмельницького;
- лавр — символ слави;
- волюти — праісторія зародження і розвиток;
- калина — найпоширеніший рослинний символ, виразник української ментальності;
- образ Т. Г. Шевченка — прояв таланту землі Черкаської, визнаний у всьому світі; пророк і символ України, гордість і слава краю;
- дуб — символ сили і незламності, а жолуді — надії на ріст і прогрес.

## Джерело
- Українське геральдичне товариство [Архівовано 11 травня 2016 у Archive.is]
- Українська геральдика [Архівовано 4 березня 2016 у Wayback Machine.]
- Гречило А. Сучасні символи областей України. — К., Львів, 2008. — С. 24.